# Sceblasti
La scéblasti è il caratteristico pane condito di Zollino, in provincia di Lecce.
Assomiglia, ma si discosta totalmente da altri pani conditi all'apparenza simili in tutto il Salento. Nella lingua tipica della zona, il grico, significa "senza forma". È cotta sulla pietra nei caratteristici forni a legna e, secondo la tradizione, era il primo pane ad essere sfornato, di solito all'alba. Rappresentava un momento collettivo di gioia e di buon augurio per i contadini.
La scéblasti nasce da un impasto di: farina, acqua, zucca gialla, olive, cipolla, zucchine, olio, peperoncino, sale e capperi.
Il 2 e 3 agosto di ogni anno la pro loco di Zollino organizza la sagra della scéblasti, che si svolge lungo un suggestivo percorso che attraversa strade e piazze del centro storico del paese tra antiche case a corte, in cui si possono gustare le specialità della cucina salentina.
Prodotti simili:
- Mpille
- Kuiatu
- Kuja
- Pizzu
- Pisciallet
- Plamma